# Забор
Забор је насељено мјесто у општини Фоча, Федерација Босне и Херцеговине, Босна и Херцеговина.

## Становништво
|             | 2013.       | 1991.         | 1981.         | 1971.         |
| Укупно      | 17 (100,0%) | 127 (100,0%)  | 212 (100,0%)  | 272 (100,0%)  |
| Бошњаци     | 17 (100,0%) | 127 (100,0%)1 | 212 (100,0%)1 | 269 (98,90%)1 |
| Срби        | –           | –             | –             | 1 (0,368%)    |
| Југословени | –           | –             | –             | 1 (0,368%)    |
| Остали      | –           | –             | –             | 1 (0,368%)    |

1. 1 На пописима од 1971. до 1991. Бошњаци су пописивани углавном као Муслимани.